# Василий Лупу

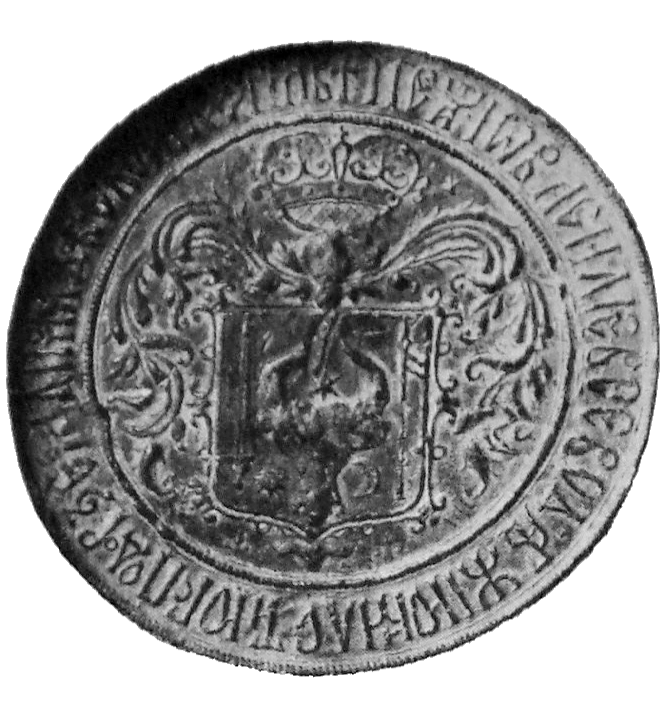
Печать Василия Лупу, 1641 года.

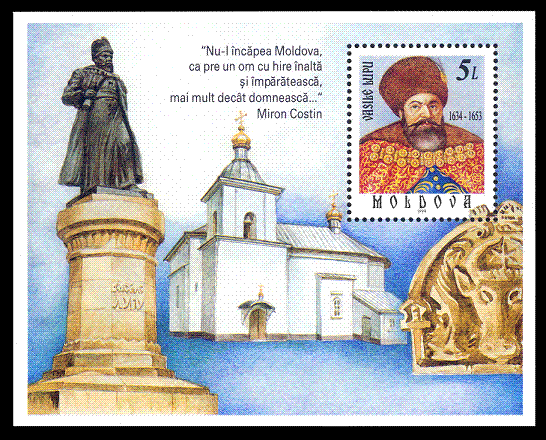
Почтовая марка Молдавии, 1999 год.

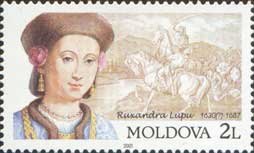
Почтовая марка Молдавии, 2001 год: дочь Василия — Руксандра.

Васи́лий Лу́пу (Василий Лупул Албанец, Василе Лупул, молд. Васи́ле Лу́пу; 1595—1661, Стамбул) — князь, господарь Молдавского княжества, с апреля 1634 года по 13 апреля 1653 года, и с 8 мая по 16 июля 1653 года.
Васи́лий Лу́пу назначен на должность господаря турецким султаном, так как с начала XVI столетия княжество входило в состав Османской империи. Господарь Лупул считался владетелем огромных богатств и славился особенно красотою своих дочерей. Князь Василий Лупула Албанец собрал в один кодекс («Кодекс Василия Лупула»), из греческих и латинских источников, писаные законы и присоединил к ним обычаи страны, чтобы одновременное применение права писаного и права неписаного не порождало недоразумения. В первой половине XVII столетия Матвеем Бессарабой и Василием Лупулом был издан ряд законов по отношению к евреям, права евреев Молдавии были урегулированы, причем валахские евреи были поставлены в худшие условия, так как Бессараба включил в свой кодекс некоторые постановления западноевропейских законодательств. В 1653 году низложен (свергнут) логофетом Георгием Стефаном, отправлен в Стамбул, где умер в заточении.

## Биография
Василий Лупу родился в болгарской деревне Арнаутской — город Долно Арбанаси — Пороиште (теперь часть города Разград) и имел греческие корни по линии отца Николае Коч. Его семья — иммигранты из Османской Албании.
В титуле великого ворника с помощью турок получил право на молдавский престол. Он поддерживал хорошие отношения с Портой, выполнял обязательства перед султаном, платил взятки его придворным. Опирался на местных бояр и духовенство. Во времена правления Лупу страна достигла значительных успехов в экономике и культуре, однако благополучие коснулось лишь правящего сословия, а для народа правление Василия Лупу было очень тяжёлым. Разорённые крестьяне часто бросали насиженные места и уходили в гайдуки. Католический епископ Марк Бандини, побывавший в Молдавском княжестве в 1646 году, сообщал, что за время своего правления Лупу осудил и казнил более 20 000 человек. Исследователи отмечают, что это число могло быть преувеличено.
Василий Лупу поддерживал хорошие отношения с Польским королевством. Его дочь Мария была замужем за Янушем Радзивиллом (великим гетманом Литовским). Он пытался распространить свою власть на Валахию и Трансильванию, даже получил от султана фирман и титул валашского господаря. В 1637 году он предпринял поход в Валахию, но, встретив там валашские и трансильванские войска, ушёл без боя. В 1639 году в битве у села Нэнишор (около Бухареста) молдавское войско было разбито. В последующие годы отношения между княжествами оставались мирными, но соперничество между В. Лупу и М. Басарабом в последний год правления Лупу привело к новой войне.
В 1630—1640 годах обострились русско-турецкие отношения из-за Азова, что привело к усилению связей между Молдавским княжеством и Россией. Так, например, летом 1639 года в Молдавии появился самозванец выдававший себя за царевича Симеона Шуйского — никогда не существовавшего сына русского царя Василия IV. Господарь послал грамоту в Москву с целью убедиться в истинности «царевича». Прибывшие российские послы обличили лже-Симеона и Василий в знак «дружбы и любви к русскому царю» выдал самозванца Москве.
В 1637 году донские казаки взяли Азов и до 1642 года отбивали турецкие попытки захватить крепость. В турецкую армию, осаждавшую Азов, входили и молдавские отряды, посланные туда по требованию султана. Но Василий Лупу на протяжении всего конфликта оповещал Москву о ситуации в Турции, Крыму и Польше. Эта тайная помощь имела большую ценность для России. В 1639—1649 годах из Молдавского княжества в Москву было направлено 47 гонцов и послов и 19 — из Москвы в Молдавию. В 1642—1643 годах при дворе Василия Лупу в качестве тайного русского агента проживал А. Л. Ордин-Нащокин, передавший в Москву ряд донесений о польских и турецких делах. В 1645 году молдавский гонец Михаил Иванов в Посольском приказе передал в Москву предложение Василия Лупу о совместном с Россией выступлении Молдавии и Валахии против Османской империи.
Торговые молдавско-русские связи периода правления В. Лупу напротив оставались незначительными. Из России в Молдавию поставлялись меха, «моржовый зуб», охотничьи соколы и другое. В 1641 году Молдавия получила 3 пищали, отлитые в Москве. Из Молдавии в Москву экспортировали предметы роскоши и верховых коней, которые там очень ценились.

### Развитие культуры
В 1630—1640 годах в Яссах был построен один из самых значительных памятников молдавской средневековой архитектуры — собор Трёх святителей. В его росписи принимали участие русские художники, специально вызванные В. Лупу из Москвы. При соборе была создана школа по образцу Киевской коллегии. Сначала ей руководил Сороний Почацкий, бывший воспитанник и ректор Киево-могилянской коллегии, прибывший по приглашению господаря в Яссы с группой преподавателей и запасом учебной литературы. Значительную роль в создании школы сыграл Пётр Могила.
В 1637—1643 годах В. Лупу открыл в Яссах первую молдавскую типографию при участии митрополита Варлаама и с помощью Москвы, Киева и Львова откуда были завезены оборудование для книгопечатания и бумага. В типографии было напечатано 8 книг, среди которых «Казания Варлаама» (1643 год) и первый молдавский сборник законов — «Уложение В. Лупу» (1646 год). Политические неурядицы привели к закрытию типографии в 1653 году. Восстановление типографии произошло только в 1681 году при митрополите Дософтее. В 1653 году Василий Лупу основал певческую школу при церкви Трёх Святителей. Ввёл государственный язык как молдавский.
В Бессарабии сохранился единственный памятник времён В. Лупу — церковь Святого Дмитрия в Оргееве.

### Молдавско-украинские отношения
Когда в 1648 году началось восстание против польского владычества под руководством Богдана Хмельницкого, в него было вовлечено и Молдавское княжество. Молдавские крестьяне и ремесленники и ранее вливались в среду казачества, вступали в отряды и образовывали самостоятельные военные единицы. При осаде Львова в 1648 году в составе армии Б. Хмельницкого действовал отряд молдаван («дакийцев», как их называли поляки) под командованием Захария Хмельницкого. В 1650 году против поляков сражались отряды под командованием молдаван Силы Волошина и Мудренко. Гетман Потоцкий сообщал, что к казакам приходят много молдаван из-за Днестра.
Однако молдавское боярство, в отличие от простолюдинов, поддерживало польскую шляхту. Так, например, летописец Мирон Костин, воспитанный в польской среде, отрицательно относился к казачеству. Василий Лупу поддерживал тесные отношения с Польшей. Хмельницкий же нуждался в устранении возможной угрозы от молдавского господаря и начал переговоры с султаном о передаче молдавского престола запорожскому гетману, обещая пойти на союз с Турцией, однако султан не доверял Хмельницкому. В 1649 году Тимофей Хмельницкий, с полтавским полковником Пушкарём, прилуцким полковником Носом и Дорошенком, водили в Молдавию 16 000 казаков, посланных туда гетманом с целью вынудить от господаря Лупула согласие на брак его дочери с сыном гетмана. В 1650 году Хмельницкий умело использовал конфликт между Молдавией и татарами, вместе с ними вторгся в княжество, опустошив вместе с ними всю молдаванскую страну и предав Яссы огню. В. Лупу был вынужден заключить мир с Б. Хмельницким, и обещал дочь свою Домну Локсандру в жены Тимофею. Союз было решено скрепить браком сына Хмельницкого Тимофея с дочерью В. Лупула Руксандрой.
После поражения казаков под Берестечком в 1651 году В. Лупу попытался освободиться от навязанного ему союза. Он прервал переговоры с казаками и начал искать соглашение с польским королём. Б. Хмельницкий снова решил вынудить господаря на союз с Украиной, и весной 1652 года украинская армия двинулась к границам Молдавии и Польши. После победы над польскими войсками на Батогском поле В. Лупу возобновил переговоры с Хмельницким, и тот потребовал прочного союза, угрожая карательным походом в случае отказа. Вскоре союз был скреплён браком Роксанды и Тимофея. После заключения союза молдавское турецко-вассальное боярство отвернулось от господаря. Этим воспользовались правители Валахии и Трансильвании, при содействии которых был организован заговор. Во главе заговорщиков стал крупный боярин Георгий Стефан. В Молдавию вошли трансильванские войска, к ним присоединились силы заговорщиков. Василий Лупу был вынужден бежать к Б. Хмельницкому. Бояре направили в Стамбул послов с просьбой, чтобы «…султан не давал престола Василию Лупу, а утвердил Стефана, за которого стоит страна» (т.е. бояре). Для Хмельницкого было очень важно сохранить на молдавском престоле союзника, и он отправил в Молдавию 12-тысячную армию во главе с сыном Тимофеем. К казакам присоединились молдавские отряды, и совместная армия разбила войска Стефана, вошла в Валахию и захватила Бухарест. Однако в сражении у села Финты под Бухарестом молдавско-казацкое войско было разбито и вынуждено отступить из Валахии. В. Лупу отправился за помощью к Б. Хмельницкому, а Тимофей с остатками армии укрепился рядом с Сучавой и более двух месяцев выдерживал осаду превосходящих сил противника. Во время осады Тимофей был убит, а казаки заключили мир и ушли на Украину.
Василий Лупу уже не мог претендовать на молдавский престол, вскоре он попал в Крым, а оттуда его направили в Стамбул, где он и скончался в тюремном заключении. Молдавским господарём стал Георгий Стефан.

## Семья
- первая жена, в девичестве Тудоска Бучеч (Бучек), ??.??.1607 — ?? мая 1639, дочь боярина Кости Бучек (Бучок);
- вторая жена, Екатерина Черкеза, ок. 1620, Черкесия — после 1 марта 1666 года;
- сын — княжич Иван (Иоанн), ??.??.16?? — ??.??.16??;
- сын — княжич, позже князь Стефаница (Стефан), ??.??.1641 — 29 сентября 1661 года;
- старшая дочь — княжна Мария (Домна Мария), вторая жена гетмана Януша Радзивилла;
- младшая дочь — княжна Розанда (Домна Розанда), жена Тимофея Хмельницкого.